# Léonid Outiossov
Léonid Ossipovitch Outiossov (en russe : Леонид Осипович Утëсов), de son vrai nom Lazare Iossifovitch Weissbein, né le 9 mars 1895 (21 mars dans le calendrier grégorien) à Odessa et mort le 9 mars 1982 à Moscou (U.R.S.S.), était un chanteur de jazz et un acteur soviétique de cinéma. Il fut le premier chanteur et acteur comique à devenir Artiste du peuple de l'URSS (1965).

## Biographie
Léonid Outiossov naquit sous le nom de Lazare Weissbein dans une famille nombreuse juive d'Odessa, dont le père était un petit commerçant. Il fit ses études dans une école de commerce de la ville, mais en fut renvoyé à cause de bagarres. Il prenait aussi des leçons de violon. Finalement, il devint acrobate et gymnaste dans le cirque fondé par le lutteur Borodanov. À l'âge de dix-huit ans, il se trouva au théâtre miniature de Krementchoug et participa à des spectacles sous le pseudonyme d'Outiossov.
En 1913, il fit partie de la troupe de Rozanov et joua dans différents théâtres d'Odessa (le Grand-Théâtre Richelieu, le Petit-Théâtre Richelieu, le théâtre miniature de Kherson, le Théâtre Mosaïque, etc.) jusqu'à la révolution de février. Il gagna cette année-là un concours de chanson à Gomel et partit ensuite tenter sa chance à Moscou. Il fut employé au théâtre de l'Ermitage en plein air. Ensuite, il tourna dans des films muets, dont Le Lieutenant Schmidt en 1919.
Il déménage en 1922 à Petrograd (future Léningrad) et continue à jouer dans de petits films et à se produire sur des scènes de théâtre de boulevard, puis de plus en plus en tant que chanteur, aussi bien dans l'ancienne capitale qu'à Riga. C'est en 1928, au cours d'un voyage de tourisme à Paris avec sa femme et sa fille, qu'il entend un orchestre de jazz (Ted Lewis) qui va le marquer profondément. De retour à Léningrad (les frontières se fermeront alors), il décide de fonder lui aussi son Tea-Jazzen mars 1929. Il se produit alors au Petit Théâtre d'Opéra de Léningrad. Le succès fut immédiat. Désormais il sera connu comme chanteur de jazz et directeur d'orchestre de jazz. Son amitié avec Isaac Dounaïevski, compositeur de chansons et futur compositeur des premiers films de comédie musicale soviétiques, sera déterminante. Il compose pour lui des chansons en russe, en ukrainien et en yiddish.
La sortie en 1934 de la première comédie musicale soviétique au cinéma, Joyeux Garçons, dans laquelle il interprète le premier rôle masculin, aura un succès retentissant dans toute l'U.R.S.S. de cette époque et sera vue par des millions de spectateurs
À partir de juin 1941, lorsque l'U.R.S.S. fut envahie à l'ouest par l'armée allemande, Outiossov se produisit sur le front (parfois avec risque) et à travers le pays et devant les soldats de l'armée rouge.
Il poursuivit une brillante carrière après guerre avec son orchestre, sortant des disques et passant à la radio et bientôt à la télévision soviétique. Ses morceaux sont célèbres encore aujourd'hui dans tous les pays de l'ancienne Union soviétique.
Il est enterré au cimetière de Novodiévitchi, à Moscou, non loin de son ami Dounaïevski.

## Récompenses
- Ordre de la révolution d'Octobre
- Ordre du Drapeau rouge du Travail
- Médaille pour la victoire sur l'Allemagne

## Source
- Traduction de l'article Wikipedia en russe